# 小具足
小具足（こぐそく）とは、

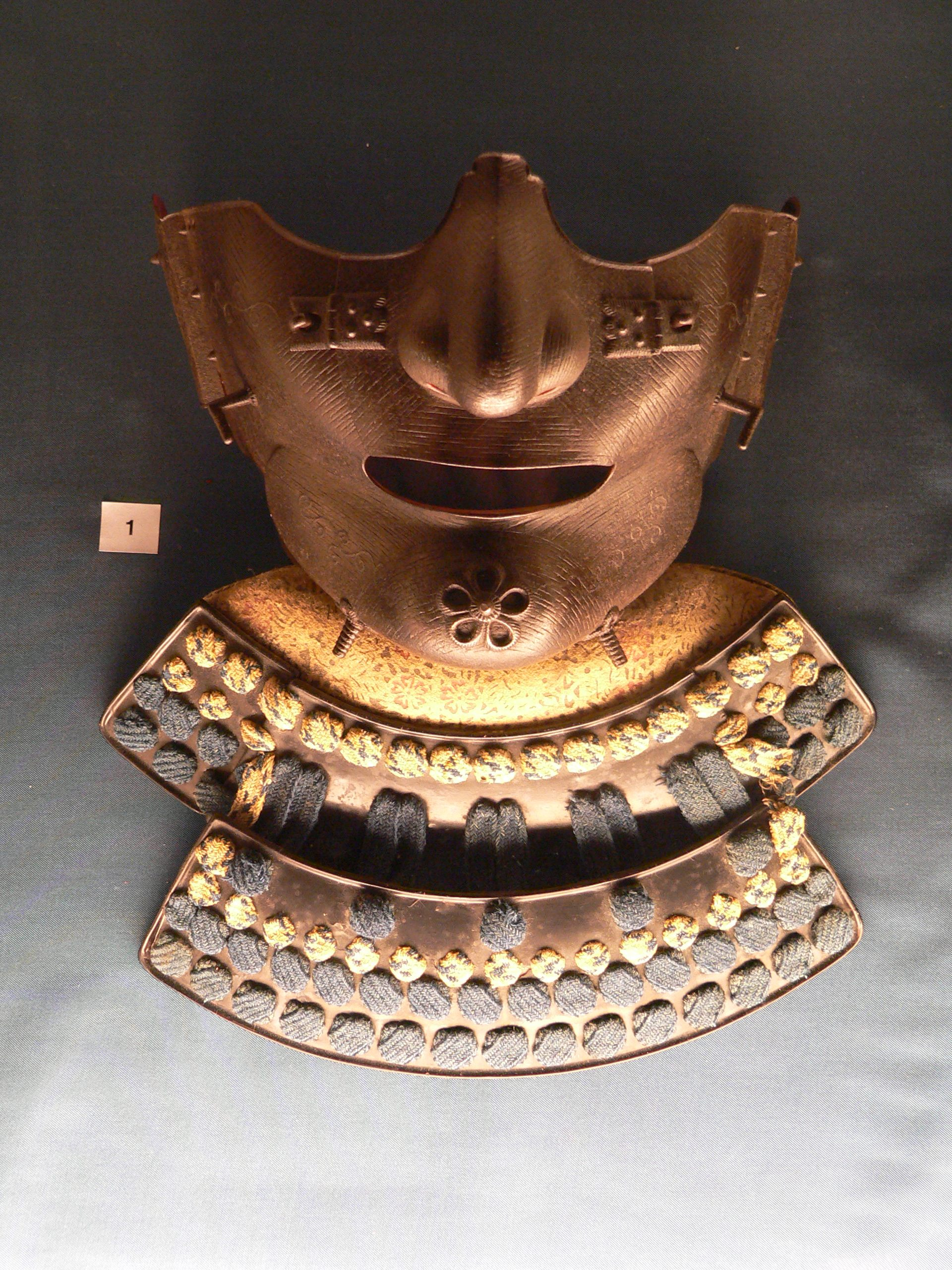
面具（垂の付属した目の下頬）

1. 日本の甲冑において、その主体をなす鎧・兜・袖以外のものを指す。具体的には、籠手や脛当などのこと。
2. 柔術の異称のひとつ。くわしくは小具足 (武術)。ただし、徒手による武術ではなく、短い脇差(小脇差)を用いた技術を示す場合が多い。

ここでは、1.の小具足について記す。

## 概要
日本における平安時代以降の具足は主として甲冑と小具足に分けることが可能である。小具足の多くは、鎧兜では保護しきれない手足や顔といった箇所を攻撃から守る性格を有している。『保元物語』をはじめ、『太平記』など多くの軍記物語や合戦絵図などに小具足は登場している。ただし、時代によって微妙に異なり、篭手と脛当を基本としつつ、12世紀には面具類が、14世紀には頬当や喉輪、佩楯の類が追加されるようになった。

## 頭部

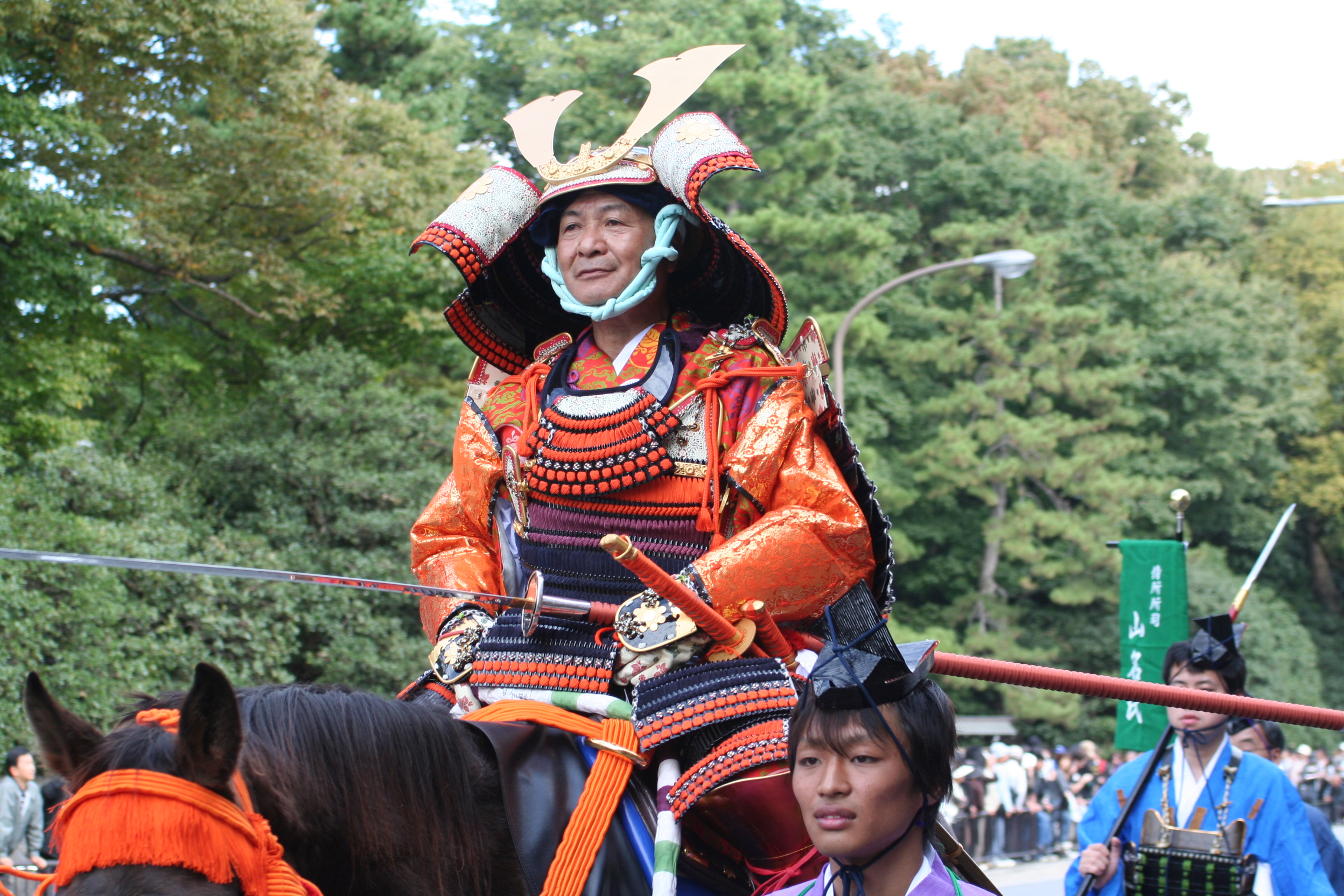
喉輪を着用した男性

面具（めんぐ）
着用者の顔を保護する。主な物として、額と頬を保護する半首（はつぶり）、目から下を保護する目の下頬（めのしたぼお）、頬と顎を保護する半頬（はんぼお）などがある。下部に垂（たれ）と呼ばれる部品をつけて、喉も保護できるようになっているものもある。半首以外を総称して面頬（めんぽお）と呼ぶ。詳細は面具を参照のこと。
喉輪（のどわ）
着用者の咽喉部や胴の上部に生まれる隙間を保護する。涎懸（よだれかけ）とも。U字状の鉄部品に面具の垂を付けたような形状をしており、首にかけて着用する。江戸時代には首にかける部分が縦襟状に伸びているものが生まれ、曲輪（ぐるわ）と呼ばれた。

## 胴部

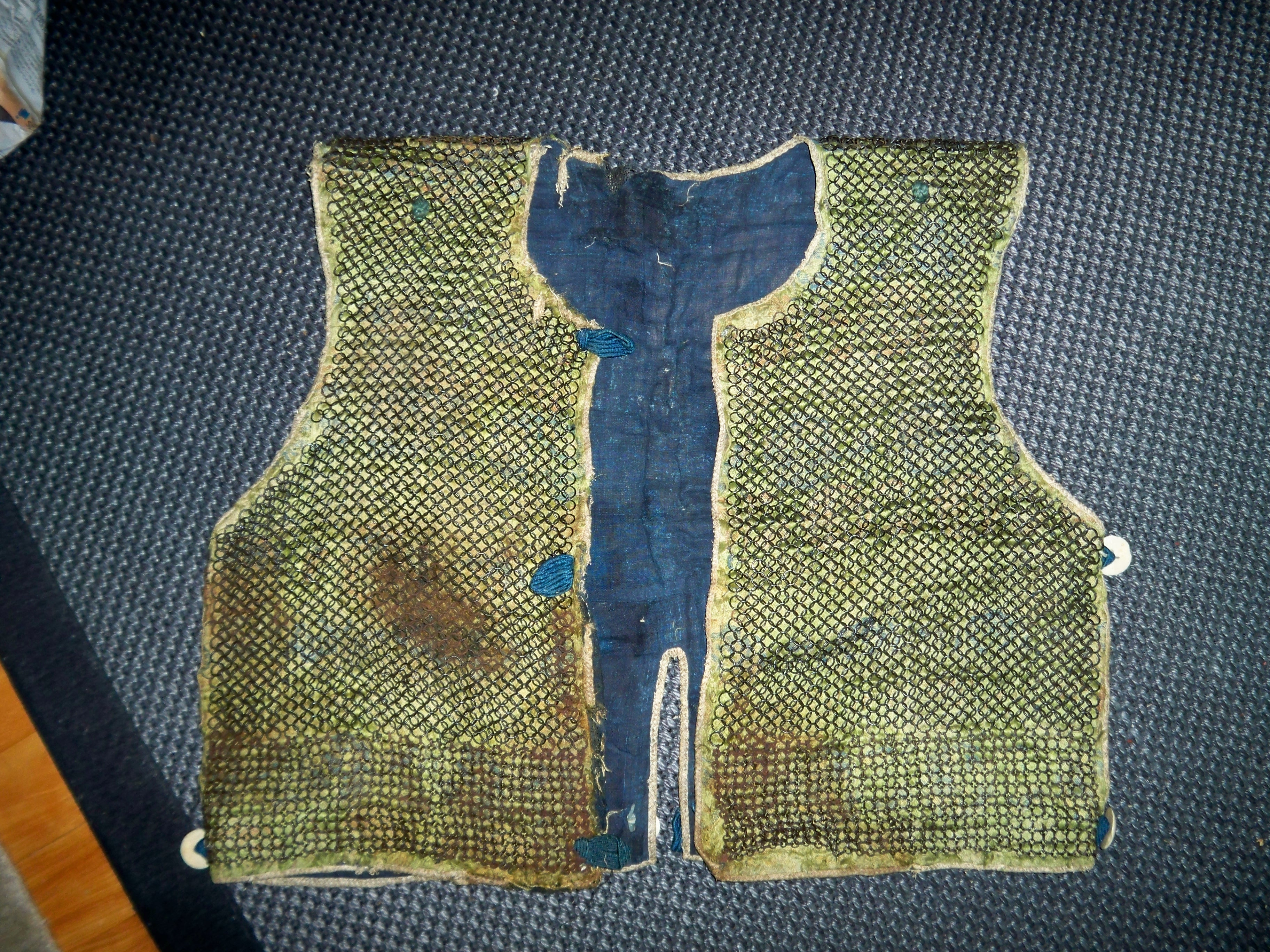
満智羅

満智羅（まんちら）
着用者の首から肩を保護する。西洋の甲冑のゴルゲットに相当し、オランダ語のマンテル (nl:Mantel) に由来すると言われる。
脇楯（わいだて）
大鎧を着用した際にできる胴体右側の間隙を保護する。右の腹部をふさぐ壺板（つぼいた）と、そこから草摺を垂らした形状を取る。
脇当（わきあて）
着用者の腋の下を保護する。脇引（わきびき）とも呼ばれる。室町時代頃に発生した。肩から掛けて着用する。構成部品は札や板、鎖などがある。

## 腕部
籠手（こて）
着用者の腕部を保護する。家地（いえじ）と呼ばれる筒袖状の布に、金属や皮の板や鎖を取り付ける。詳細は籠手を参照のこと。

## 脚部

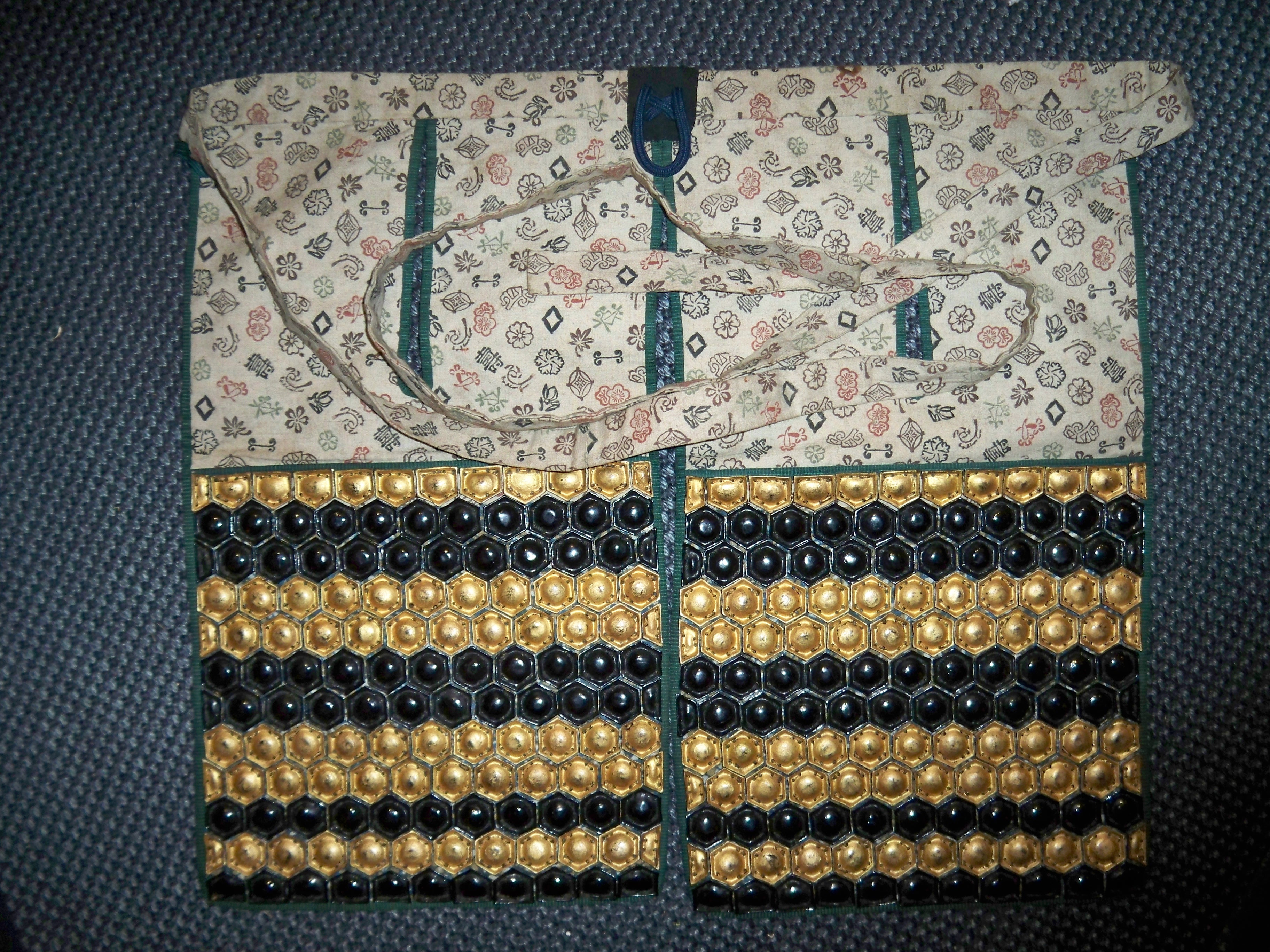
亀甲佩楯（きっこうはいだて）

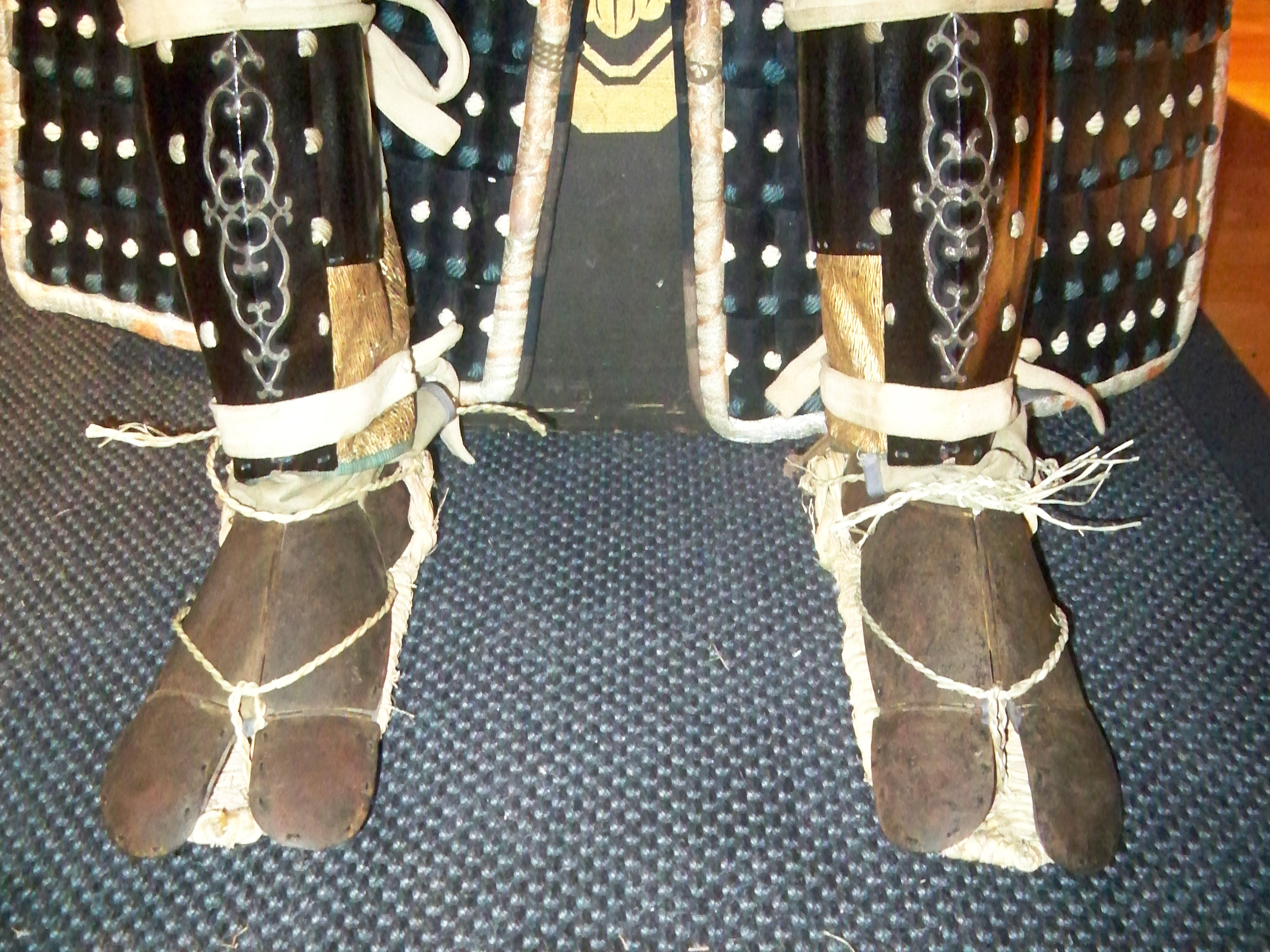
脛当と甲掛

佩楯（はいだて）
着用者の腿部を保護する。膝鎧とも。腿部を保護する防具は日本では古墳時代から使われていたと考えられるが、時代によって形式が変化している。平治物語絵巻には、小型の草擦が複数に分かれた形状の物を着用している姿が見られる。
脛当（すねあて）
着用者の脛を保護する。後に立挙（たてあげ）というものが付けられ、膝も保護できるようになった。大きく分けて、古い形式である筒脛当と新しい形式である篠脛当の2つに分類される。詳細は脛当を参照のこと。
甲掛（こうがけ）
着用者の足の甲を保護する。甲懸とも書かれる。室町時代に発生した。足袋の甲の部分を、鎖で繋げた金属や革で覆ったような形状をしている。

## 小具足姿

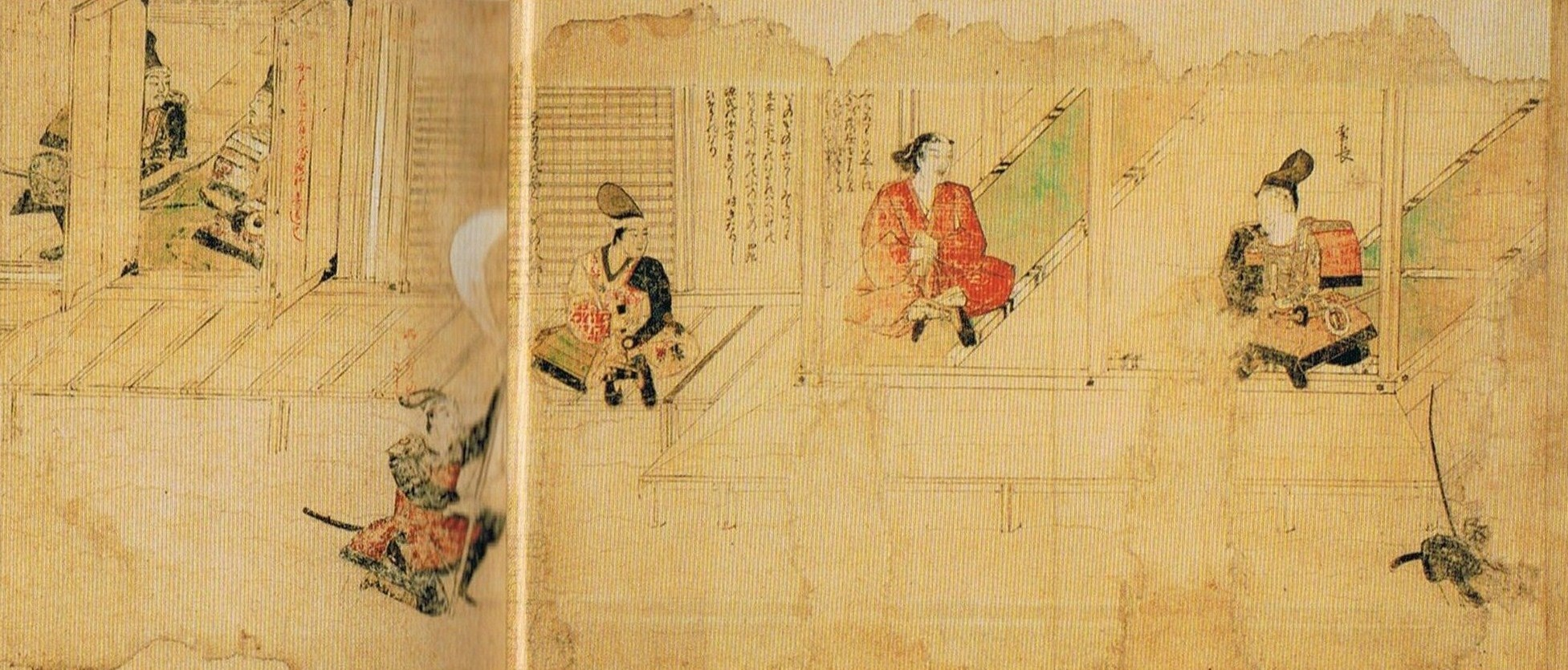
右から3人目に小具足姿の人物が見える（蒙古襲来絵詞）

直垂に籠手（左手のみ）・脛当・脇楯・貫（つらぬき、毛皮の靴の一種）を着用した状態を言う。後は鎧兜を身に付けるだけ、という戦闘に臨んだ軽武装形態である。陣中でいつでも甲冑を身に付けられる状態のままくつろぐ際などに取った。